# Haraden Pratt
Haraden Pratt (São Francisco, 18 de julho de 1891 — 1 de agosto de 1969) foi um engenheiro eletrônico estadunidense
Foi um pioneiro do rádio.